# Lago Undozero
El lago Undozero (del ruso: о́зеро Ундозеро) es un lago de agua dulce de Rusia, situado al oeste del distrito de Plesetsky, en el óblast de Arcángel (Arjánguelsk). Es uno de los lagos más grandes de la región de Arcángel y el segundo más grande del distrito de Plesetsky. El área del lago es de 44,7 km², y el área de su cuenca es de 709 km². El lago Undozero es el origen  del río Undosha, que pertenece a la cuenca del río Onega y, por lo tanto, a la cuenca del Mar Blanco.
El lago tiene una forma sinuosa y contiene varias islas. Es popular por ser punto de partida para hacer rafting por el río Undosha.